# Schizanthus grahamii
Schizanthus grahamii es una especie de planta herbácea perteneciente a la familia de las solanáceas. Es originaria de Chile.

## Descripción
Es una planta de 30 a 50 cm de altura, glanduloso-pubescente, con hojas pinatisectas hasta de 8 cm de longitud. Las flores pueden ser de color violáceo, rosado, anaranjado  o blanco, con el tubo de más o menos 1 cm de largo y el labio superior de unos 2 cm de longitud, siendo más largo que el inferior. El fruto es una cápsula elipsoidal de 1 cm de largo. Originaria de Chile, se la cultiva como ornamental. Florece en verano.

## Taxonomía
Schizanthus grahamii fue descrita por Gillies ex Hook. y publicado en Bot. Mag. 58: t. 3044, en el año 1831.
Sinonimia
- Schizanthus araucanus Phil.
- Schizanthus gilliesii Phil.
- Schizanthus incanus C.Morren
- Schizanthus retusus Hook.[2]